# Horé Mayo Darlé
Pour les articles homonymes, voir Hore.
Horé Mayo Darlé est un village de la commune de Mayo-Darlé situé dans la région de l'Adamaoua et le département du Mayo-Banyo au Cameroun, à proximité de la frontière avec le Nigeria.

## Population
En 1967, Horé Mayo Darlé comptait 431 habitants, dont 225 Foulbe et 206 Mambila.
Lors du recensement de 2005, 1871 personnes y ont été dénombrées.